# Fridolin Karl Leopold Spenner
Fridolin Karl Leopold Spenner (* 25. September 1798 in Säckingen; † 5. Juli 1841 in Freiburg im Breisgau) war ein deutscher Botaniker und Hochschulprofessor. Sein offizielles botanisches Autorenkürzel lautet „Spenn.“   

## Leben und Wirken
Der Sohn eines vorderösterreichischen Verwaltungsbeamten wuchs in Tiengen sowie in Villingen auf. Obwohl Spenner schon früh ein zeichnerisches Talent zeigte, bestand der Vater darauf, dass dieser Jura studieren sollte.
Er begann sein Studium 1815 an der Universität Würzburg, wo er die Fächer Jura und Philosophie belegte. Nach dem Tod des Vaters begann er in Freiburg Medizin, daneben auch Naturgeschichte, insbesondere Botanik zu studieren. Nach seinem medizinischen Examen 1821 wandte er sich ganz dem Studium der Botanik zu. In dieser Zeit erforschte er insbesondere die Flora um Freiburg. 1825 bis 1829 brachte er als Ergebnis seiner Arbeit die dreibändige Flora friburgensis heraus, wobei er erstmals in einer deutschen Gebietsflora die Pflanzensippen nicht nach dem Linné’schen System, sondern nach einem damals als „natürlich“ betrachteten System ordnete.
Neben diesem Werk hat Spenner in der Folge 1838 eine Beschreibung der Vegetationsverhältnisse des Renchtals (1827) bzw. des Gebiets um Freiburg (1838) sowie eine floristische Arbeit zu Nuphar minima im Feldsee (1827) publiziert.
1826 siedelte Spenner nach Schwetzingen über, um das Herbarium des dortigen Gartenbaudirektors Johann Michael Zeyher zu ordnen. In Zeyhers Hause lernte er auch Karl Friedrich Schimper kennen. 1829 promovierte Spenner an der Universität Freiburg mit der Dissertation Monographia generis Nigellae und habilitierte sich kurz darauf mit der Arbeit „Monographia generis Pulmonariae“, einer Arbeit, die nicht publiziert wurde.
1832 wurde er zum außerordentlichen und 1838 zum ordentlichen Professor an der medizinischen Fakultät der Universität Freiburg ernannt, wobei ihm die „medicinischen Fächer der Botanik“ übertragen worden sind und wo er auch neben Perleb Direktor des Botanischen Gartens war.

## Dedikationsnamen
Martius hat nach Spenner eine Pflanzengattung aus der Familie der Melastomataceae Spennera benannt (heute gültiger Name der Gattung: Aciotis). Jean Gaudin benannte eine Art der Gattung Nuphar nach Spenner, die Bastardteichrose Nuphar × spenneriana, syn. Nuphar × intermedia; es ist eine Natur-Hybride mit Merkmalen zwischen den Elternarten Nuphar lutea und Nuphar pumila.

## Schriften
- Flora Friburgensis et regionum proxime adjacentium – Friburgi Brisgoviae, 1825–1829
- Monographia genesis Nigellae – Friburgi Brisgoviae, 1829
- Handbuch der angewandten Botanik oder praktische Anleitung zur Kenntniss der medizinisch, technisch u. oekonomisch gebraeuchlichen Gewaechse Teutschlands und der Schweiz – Freiburg, 1834–36
- Teutschlands phanerogamische Pflanzengattungen in analytischen Bestimmungstabellen nach dem natürlichen und Linneischen Systeme : mit einem latein. u. teutschen terminologischen Wörterbuche – Freiburg im Breisgau 1836
- In: Theodorus Fridericus Ludovicus Nees (Hrsg.) Genera plantarum florae Germanicae iconibus bearbeitete Spenner:
  - Bd.: Plantarum dicotyledonearum subclassis secunda: Gamopetalae, 2[,1] (1843)
  - Genera plantarum florae Germanicae iconibus et descriptionibus illustrata.